# Ykkönen 2008
La Ykkönen 2008 fu la quattordicesima edizione della seconda serie del campionato finlandese di calcio come Ykkönen. Il campionato, con il formato a girone unico e composto da quattordici squadre, venne vinto dal JJK, che venne promosso in Veikkausliiga.

## Stagione

### Novità
Dalla Ykkönen 2007 vennero promossi in Veikkausliiga il KuPS e il RoPS, mentre vennero retrocessi in Kakkonen il GBK, il PP-70 e il Klubi-04. Dalla Veikkausliiga 2007 vennero retrocessi il Viikingit e l'Oulu, mentre dal Kakkonen vennero promossi il GrIFK, il KäPa e il PS Kemi Kings.

### Formula
Le quattordici squadre si affrontavano due volte nel corso del campionato, per un totale di 26 giornate. La prima classificata veniva promossa direttamente in Veikkausliiga, mentre la seconda classificata affrontava la tredicesima classificata in Veikkausliiga in uno spareggio promozione/retrocessione. Le ultime tre classificate venivano retrocesse direttamente in Kakkonen.

## Squadre partecipanti
| Club          | Città       | Stadio                   | Stagione 2007                |
| ------------- | ----------- | ------------------------ | ---------------------------- |
| Atlantis      | Helsinki    | Töölön Pallokenttä       | 7º posto in Ykkönen          |
| GrIFK         | Kauniainen  | Kauniaisten Keskuskenttä | 1º posto in Kakkonen lohko B |
| Hämeenlinna   | Hämeenlinna | Kaurialan kenttä         | 4º posto in Ykkönen          |
| JIPPO         | Joensuu     | Keskusurheilukenttä      | 9º posto in Ykkönen          |
| JJK           | Jyväskylä   | Harjun Stadion           | 3º posto in Ykkönen          |
| KPV           | Kokkola     | Kokkolan Keskuskenttä    | 10º posto in Ykkönen         |
| KäPa          | Helsinki    | Max Westerberg Areena    | 1º posto in Kakkonen lohko A |
| AC Oulu       | Oulu        | Castrén                  | 14º posto in Veikkausliiga   |
| Pallokerho-35 | Helsinki    | Pukinmäki                | 8º posto in Ykkönen          |
| PS Kemi Kings | Kemi        | Sauvosaari               | 1º posto in Kakkonen lohko C |
| TP-47         | Tornio      | Pohjan Stadion           | 5º posto in Ykkönen          |
| TPV           | Tampere     | Tammela Stadion          | 11º posto in Ykkönen         |
| VIFK          | Vaasa       | Hietalahti Stadium       | 6º posto in Ykkönen          |
| Viikingit     | Helsinki    | Vuosaaren Urheilukenttä  | 13º posto in Veikkausliiga   |

## Allenatori
| Squadra     | Allenatore        |
| ----------- | ----------------- |
| Atlantis    | Pasi Pihamaa      |
| GrIFK       | Ari Tiittanen     |
| Hämeenlinna | Teuvo Palkki      |
| JIPPO       | Mark Dziadulewicz |
| JJK         | Ville Priha       |
| KPV         | Jarmo Korhonen    |
| KäPa        | Ari Asukka        |

| Squadra       | Allenatore        |
| ------------- | ----------------- |
| Oulu          | Juha Malinen      |
| PK-35         | Mikko Lappalainen |
| PS Kemi Kings | Jukka Kuusisto    |
| TP-47         | Oleg Eprincev     |
| TPV           | Mikko Purola      |
| VIFK          | Keijo Karvonen    |
| Viikingit     | Toni Korkeakunnas |

## Classifica finale
|  | Pos. | Squadra       | Pt | G  | V  | N  | P  | GF | GS | DR  |
|  | ---- | ------------- | -- | -- | -- | -- | -- | -- | -- | --- |
|  | 1.   | JJK           | 51 | 26 | 15 | 6  | 5  | 44 | 20 | +24 |
|  | 2.   | Viikingit     | 46 | 26 | 13 | 7  | 6  | 44 | 26 | +18 |
|  | 3.   | Hämeenlinna   | 45 | 26 | 13 | 6  | 7  | 31 | 24 | +7  |
|  | 4.   | AC Oulu       | 41 | 25 | 10 | 11 | 5  | 40 | 26 | +14 |
|  | 5.   | JIPPO         | 39 | 26 | 11 | 6  | 9  | 27 | 30 | -3  |
|  | 6.   | KPV           | 38 | 26 | 10 | 8  | 8  | 37 | 36 | +1  |
|  | 7.   | Pallokerho-35 | 36 | 26 | 9  | 9  | 8  | 37 | 34 | +3  |
|  | 8.   | PS Kemi Kings | 35 | 26 | 9  | 8  | 9  | 34 | 35 | -1  |
|  | 9.   | TPV           | 34 | 26 | 9  | 7  | 10 | 28 | 29 | -1  |
|  | 10.  | TP-47         | 30 | 26 | 6  | 12 | 8  | 21 | 24 | -3  |
|  | 11.  | Atlantis      | 29 | 26 | 6  | 11 | 9  | 27 | 33 | -6  |
|  | 12.  | VIFK          | 27 | 26 | 5  | 12 | 9  | 33 | 36 | -3  |
|  | 13.  | GrIFK         | 24 | 26 | 7  | 3  | 16 | 36 | 54 | -18 |
|  | 14.  | KäPa          | 15 | 26 | 3  | 6  | 17 | 15 | 47 | -32 |

Legenda:
      Promossa in Veikkausliiga
 Ammessa allo spareggio promozione-retrocessione
      Retrocesse in Kakkonen
Note:
Tre punti a vittoria, uno a pareggio, zero a sconfitta.

## Statistiche

### Classifica marcatori
| Gol |  |  | Giocatore          | Squadra       |
| --- |  |  | ------------------ | ------------- |
| 22  |  |  | Babatunde Wusu     | JJK           |
| 17  |  |  | Petteri Kaijasilta | Pallokerho-35 |
| 12  |  |  | Petter Meyer       | GrIFK         |
| 11  |  |  | Denis Santos       | PS Kemi Kings |
| 11  |  |  | Pekka Sihvola      | Hämeenlinna   |
| 9   |  |  | Jussi Kemmo        | KPV           |
| 9   |  |  | Petteri Rönkkö     | JIPPO         |
| 8   |  |  | Tim Johansson      | PS Kemi Kings |
| 8   |  |  | Daniel Nwoke       | TPV           |